# El coloso negro
El coloso negro (titulado originalmente en inglés Black Colossus) es uno de los primeros relatos protagonizados por el personaje ficticio de espada y brujería Conan el Cimmerio. Fue escrito por Robert E. Howard y publicado por primera vez en la revista pulp Weird Tales en 1933. El relato está ambientado en la mítica Era Hiboria y narra la historia de Conan liderando el ejército desmoralizado de Khoraja contra un malvado hechicero llamado Natohk.

## Trama
Un poderoso mago llamado Thugra Khotan es despertado de sus tres mil años de sueño por un desafortunado ladrón llamado Shevatas (que no sobrevivió a la experiencia). Thugra despierta con ansias de dominar el mundo, adopta el nombre de Natohk «el Velado» y reúne un ejército de tribus del desierto con la intención de conquistar las naciones de Hiboria. Sin embargo, el pequeño reino de Khoraja se interpone en su camino, un país gobernado en ese momento por Yasmela, hermana del rey, que está cautivo en el reino vecino de Ofir. En el temor de la invasión de Natohk, Yasmela le pide consejo al dios de sus antepasados, Mitra, y éste le dice que debe aventurarse en las calles y entregar la defensa de su reino al primer hombre que encuentre.
El primer hombre que encuentra es Conan el cimerio. Éste ya tiene un puesto en su ejército, pero ahora le da plenos poderes, con gran disgusto de los otros comandantes. Conan demuestra habilidad en las tácticas militares, pero sus esfuerzos se ven socavados por nobles arrogantes, quienes en realidad son víctimas de la magia de Natohk. Mientras tanto, el hechicero ya ha manifestado que la conquista del mundo no es lo único que quiere: también desea a Yasmela para él.
La historia culmina con una gran batalla en el paso de Shamla. Conan derrota al ejército y Natohk hace un último intento para estar con Yasmela. Conan le persigue y combaten en las ruinas de un templo estigio.

## Adaptaciones
La historia fue adaptada en cómic por Roy Thomas, John Buscema y Alfredo Alcalá en 1974, en la revista Marvel Comics.
- Datos: Q1753161